# 1906年逝世人物列表
1906年逝世人物列表：1月 - 2月 - 3月 - 4月 - 5月 - 6月 - 7月 - 8月 - 9月 - 10月 - 11月 - 12月
下面是1906年逝世的知名人士列表。

## 1-6月

### 1月1日
- 托多爾·伊萬喬夫，保加利亞第11任總理

### 1月4日
- 福地源一郎，明治時代的政論家、劇作家、小説家

### 1月13日
- 亞歷山大·斯捷潘諾維奇·波波夫，俄羅斯物理學家[1]

### 1月18日
- 威廉·福布斯·加塔克，英國將軍

### 1月19日
- 巴托洛梅·米特雷，阿根廷政治家、軍事人物和作家，阿根廷第6任總統

### 1月20日
- 聖母無原罪白蘭度的瑪麗亞·克莉絲蒂娜，義大利羅馬天主教修女，聖人

### 1月25日
- 約瑟夫·惠勒，美國將軍、政治家

### 1月29日
- 克里斯蒂安九世，丹麥國王

### 2月8日
- 朱塞佩娜·加布里埃拉·博尼諾，義大利羅馬天主教，自稱宗教人士

### 2月9日
- 保罗·劳伦斯·邓巴，非裔美國詩人、小說家[2]

### 2月13日
- 阿爾伯特·戈特沙克，丹麥畫家

### 2月18日
- 約翰·巴特森·斯泰森，美國帽子製造商

### 2月20日
- 吉恩·路易斯·卡巴尼斯，德國著名鳥類研究學家。

### 2月25日
- 安东·阿连斯基，俄羅斯作曲家，鋼琴家，音樂教育家。

### 2月26日
- 讓·蘭弗雷，瑞士被定罪的殺人犯[3]

### 2月27日
- 塞缪尔·兰利，美国航空先驱[4]

### 3月1日
- 何塞·瑪麗亞·德·佩雷達，西班牙作家

### 3月4日
- 約翰·斯科菲爾德，美國將軍

### 3月8日
- 亨利·貝克·特裡斯特拉姆，英國神職人員、鳥類學家

### 3月12日
- 曼努埃尔·金塔纳，阿根廷第15任總統

### 3月13日
- 苏珊·安东尼，美國民權運動家，婦女選舉權活動家
- 約瑟夫·莫尼耶，法國園丁、發明家

### 3月17日
- 約翰·莫斯特，德裔美國無政府主義者[5]

### 3月19日
- 維克多·法蒂奧，瑞士動物學家

### 3月20日
- 阿德琳·達頓·特雷恩·惠特尼，美國少女文學作家

### 3月23日
- 托馬斯·萊克·哈裡斯，美國詩人

### 3月29日
- 斯拉瓦·拉什卡伊，克羅埃西亞畫家
- 阿爾伯特·索雷爾，法國歷史學家

### 4月6日
- 亞歷山大·基爾蘭，挪威作家

### 4月10日
- 格奧爾基·加邦，俄羅斯帝國的一個東正教神父和無政府主義者

### 4月19日
- 皮埃尔·居里，法國物理學家，諾貝爾獎獲得者
- 斯賓塞·戈爾，英國網球運動員、板球運動員

### 4月24日
- 詹姆斯·伍德·布什，美國聯邦海軍水兵

### 4月25日
- 約翰·諾爾斯·潘恩，美國作曲家

### 5月2日
- 亨利七世，德意志帝國外交官。

### 5月10日
- 哈希姆·賈利魯爾·阿拉姆·阿卡馬丁，汶萊蘇丹

### 5月14日
- 卡尔·舒尔茨，德國革命家，美國政治家[6]

### 5月23日
- 亨里克·易卜生，挪威劇作家

### 6月5日
- 愛德華·馮·哈特曼，德國哲學家[7]

### 6月10日
- 理查德·塞登，紐西蘭第15任總理

### 6月17日
- 哈裡·納爾遜·皮爾斯伯里，美國國際象棋冠軍

### 6月25日
- 斯坦福·怀特，美國建築師

## 7-12月

### 7月1日
- 曼努埃爾·加西亞，西班牙歌劇演唱家、音樂教育家和聲樂教育家

### 7月5日
- 保罗·德鲁德，德國物理學家

### 7月11日
- 格蕾絲·布朗，美國謀殺/和/或溺水受害者

### 7月17日
- 卡洛斯·佩列格里尼，阿根廷第11任總統

### 8月6日
- 喬治·沃特豪斯，紐西蘭第7任總理

### 8月14日
- 阿尼塞托·阿爾塞，玻利維亞第27任總統

### 8月19日
- 埃塞奎爾·莫雷諾·迪亞斯，哥倫比亞羅馬天主教神父，聖人

### 8月25日
- 查尔斯·拜伦·克拉克，英國植物學家

### 9月1日
- 朱塞佩·賈科薩，義大利詩人、劇作家

### 9月5日
- 路德维希·玻尔兹曼，奧地利物理學家

### 9月12日
- 恩纳斯托·切萨罗，意大利數學家

### 9月13日
- 阿爾布雷希特，普魯士國王腓特烈·威廉三世的孫子
- 艾米莉·皮茨·史蒂文斯，美國學校創始人

### 9月23日
- 奧古斯特·邦德森，瑞典作家

### 9月25日
- 陈芳，夏威夷王國貴族。

### 10月9日
- 阿德萊德·裡斯托裡，義大利女演員

### 10月16日
- 瓦里娜·大衛斯，美利堅聯盟國第一夫人

### 10月19日
- 亞瑟·馮·莫倫海姆，俄羅斯外交官
- 查理斯·輝瑞，德裔美國化學家，輝瑞公司的聯合創始人

### 10月22日
- 保罗·塞尚，法國畫家[8]

### 10月23日
- 弗拉基米爾·斯塔索夫，俄羅斯音樂評論家

### 10月30日
- 第一代克蘭布魯克伯爵加索恩·加索恩-哈代，英國政治家

### 11月1日
- 鄂圖·法蘭茲大公，奧地利皇帝卡爾一世的父親

### 11月6日
- 尤哈纳·海基·埃尔科，芬蘭詩人、格言家、戲曲作家和文化人士。

### 11月7日
- 托多尔·布尔莫夫，保加利亞第一任總理

### 11月9日
- 三位一體的聖伊莉莎白，法國分裂加爾默羅派宗教人士和聖人

### 11月12日
- 威廉·魯弗斯·沙夫特，美國將軍

### 11月16日
- 受難母親維羅妮卡，奧斯曼帝國出生的宗教領袖

### 11月19日
- 喬治亞·凱文，美國舞臺女演員

### 11月28日
- 珍妮·耶曼斯，澳大利亞出生的美國女演員

### 11月29日
- 伊達宗德，日本江戶時代末期大名、明治時代時期政治家。

### 11月30日
- 愛德華·裡德，英國海軍建築師、作家、政治家和鐵路大亨

### 12月7日
- 埃利·迪科门，瑞士記者和活動家，諾貝爾獎獲得者

### 12月8日
- 西爾維婭·格裡什，美國音樂劇明星

### 12月13日
- 揚·傑拉德·帕爾姆，荷蘭作曲家

### 12月21日
- 拉金德拉蘇里，印度宗教改革家

### 12月30日
- 約瑟芬·巴特勒，英國女權主義者、社會改革家